# Emiliano degli Orfini (casa editrice)
Emiliano degli Orfini è stata una casa editrice italiana fondata a Genova da Emanuele Gazzo nel 1932. Il nome della casa editrice riprese quello del tipografo folignate, celebre per aver stampato la editio princeps della Commedia di Dante.

## Storia e attività editoriale
Accanto al fondatore ebbe un ruolo di rilievo nella casa editrice Aldo Capasso, che diresse tra l'altro la collana «Collezione degli scrittori nuovi». Tra le sue pubblicazioni si ricordano le prime due opere di Giorgio Caproni: Come un’allegoria (1936) e Ballo a Fontanigorda (1938), la rivista "Lirica. Quaderni di poesia europea ed americana", del cui comitato direttivo facevano parte Giovanni Battista Angioletti, Filippo Burzio, Elpidio Jenco, Carlo Linati, Giuseppe Ravegnani, Giovanni Titta Rosa, una delle prime raccolte di Edoardo Firpo, Fiore in to gotto (1935), uscita con l'introduzione di Eugenio Montale. Tra gli altri autori pubblicati si ricordano Antonio Barolini, Alfredo Schiaffini, Vittorio Lugli, Tito Rosina, Luigi Bàccolo, Corrado Tumiati. La casa editrice ebbe diverse difficoltà sotto il regime fascista, in particolare per aver pubblicato nel 1934 una seconda edizione con note aggiuntive del libro di Nello Rosselli, Carlo Pisacane nel Risorgimento italiano.